# Autódromo Miguel E. Abed

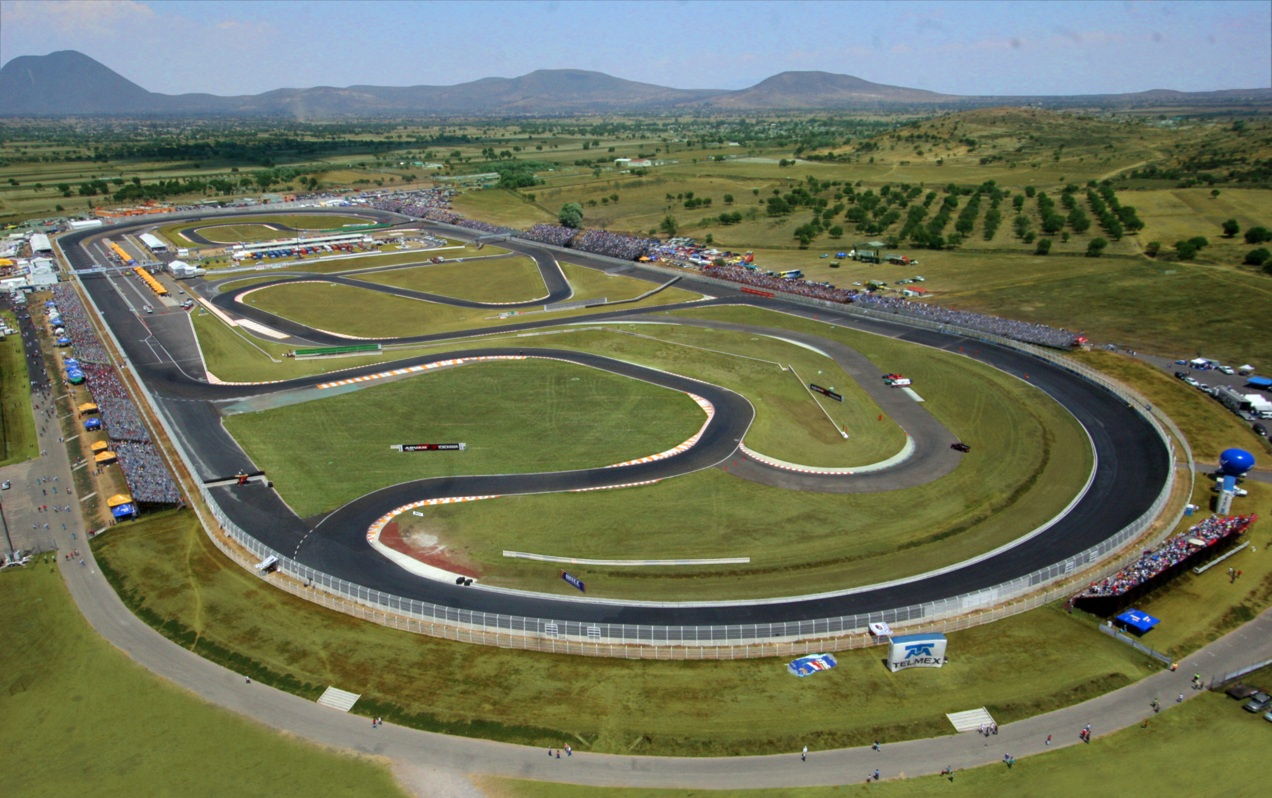
Översikt över Autódromo Internacional Miguel E. Abed.

Autódromo Internacional Miguel E. Abed är en racerbana belägen utanför Puebla de Zaragoza i Mexiko. Banan består av en 2 171 meter lång oval och en knixig racerbana på 3 130 meter. Mellan 2005 och 2006, samt 2008 och 2009, stod banan som värd för FIA WTCC Race of Mexico. Tävlingen hölls inte under 2007, eftersom den var under renovering på grund av att den ansågs vara för farlig. Tävlingen fanns på den preliminära kalendern 2010, men flyttades till Belgien, då oroligheter rådde i landet och man kunde inte garantera besökarnas säkerhet.
På ovalbanan förolyckades Carlos Pardo 2009 i den mexikanska varianten av NASCAR.